# Bulbophyllum brevistylidium
Bulbophyllum brevistylidium là một loài phong lan thuộc chi Bulbophyllum.